# Онопко, Сергей Савельевич
Серге́й Саве́льевич Оно́пко (укр. Сергій Савелійович Онопко; род. 26 октября 1973, Ворошиловград) — советский и украинский футболист, полузащитник. Младший брат Виктора Онопко.

## Биография
Сергей Онопко — воспитанник СДЮШОР «Заря» (город Луганск). Его первый тренер — Анатолий Дмитриевич Шакун. На профессиональном уровне Онопко начал выступать в 17 лет за донецкий «Шахтёр», в составе которого неоднократно становился вице-чемпионом и обладателем Кубка Украины.
После ухода из стана «горняков» выступал за ФК «Николаев», полтавскую «Ворсклу», «Интер» (Баку), черкасский «Днепр» и криворожский «Горняк», в котором закончил профессиональную карьеру футболиста.

### Молодёжная сборная Украины
В 1992—1994 годах выступал за молодёжную сборную Украины, в составе которой сыграл 8 матчей. Команду тогда тренировал Владимир Мунтян, а выступали за неё, помимо Онопко, Сергей Ребров, Владислав Ващук, Александр Шовковский, Дмитрий Михайленко и Андрей Шевченко.

## Достижения
- Вице-чемпион Украины (3): 1994, 1997, 1998
- Обладатель Кубка Украины (2): 1995, 1997
- Финалист Кубка Азербайджана: 2005